# Jacob Dalton
Jacob "Jake" Dalton (* 19. srpen 1991 Reno, Nevada, USA) je bývalý americký sportovní gymnasta, několikanásobný mistr světa ve sportovní gymnastice. Byl členem sportovního týmu mužské gymnastiky OU (Oklahoma Sooners) University of Oklahoma a členem amerického národního týmu ve sportovní gymnastice.

## Život
Dalton vyrůstal v jednom z největších měst státu Nevada, Reno, je synem Tima a Denisy Daltonových. K jeho osobním zálibám patří především kemping, pěší turistika, sportovní automobily, elektronika a knihy s vojenskou a válečnou tematikou.
V dětství vášnivě hrával basketbal - trenér ho postupně přivedl ke sportovní gymnastice. Rodiče byli v té době majitelé gymnastického klubu, ve kterém Dalton v dospívajícím věku trénoval. Už v počátku své gymnastické kariéry založil svou vlastní obchodní značku sportovního oblečení Jake Dalton's Mesomorphic & MESO Fit., aby inspiroval mladší gymnasty ke zdravějšímu životnímu stylu. Absolvoval Spanish Springs High School v Nevadě pod vedením trenéra Andrew Pileggiho. Po promoci v roce 2009 obdržel od Národní vysokoškolské atletické asociace (NCAA) stipendium v reprezentaci za tým University of Oklahoma. Ve všech soutěžích získal vyznamenání. Za Národní vysokoškolskou atletickou asociaci (NCAA) zvítězil v mužské sportovní gymnastice ve všech úrovních v roce 2009 i v roce 2011.
Členem olympijského týmu USA mužské sportovní gymnastiky se stal v roce 2012 (Londýn) i v roce 2016 (Rio de Janeiro).

## Účast v soutěžích
| Mezinárodní soutěže                                                    | Národní soutěže                                                            |
| ---------------------------------------------------------------------- | -------------------------------------------------------------------------- |
| 2009 * International Junior Gymnastics Competition, Yokohama, Japan    | 2007 * Visa Championships, San José, Kalifornie                            |
| 2009 * World Championships, London, England                            | 2008 * Winter Cup Challenge, Las Vegas, Nevada                             |
| 2010 * XXXV Memorial Blume, Barcelona, Španělsko                       | 2008 * Visa Championships, Houston, Texas                                  |
| 2010 * Pan American Championships, Guadalajara, Mexiko                 | 2008 * Men's Junior Olympic National Championships, Battle Creek, Michigan |
| 2011 * AT&T American Cup, Jacksonville, Florida                        | 2009 * Men's Junior Olympic National Championships, Cincinnati, Ohio       |
| 2011 * Stella Zakharova Cup, Kyjev, Ukrajina                           | 2009 * National Qualifier, Colorado Springs, Colorado                      |
| 2011 * World Championships, Tokio, Japonsko                            | 2009 * Visa Championships, Dallas, Texas                                   |
| 2012 * Kellogg's Pacific Rim Championships, Everett, Washington        | 2010 * Winter Cup Challenge, Las Vegas, Nevada                             |
| 2012 * Olympic Games, London, England                                  | 2010 * NCAA Men's Gymnastics Championships, West Point, New York           |
| 2013 * AT&T American Cup, Worcester, Massachusetts                     | 2010 * Visa Championships, Hartford, Connecticut                           |
| 2013 * French International World Cup, Paříž, Francie                  | 2011 * Winter Cup Challenge, Las Vegas, Nevada                             |
| 2013 * Cottbus World Cup, Cottbus, Germany                             | 2011 * NCAA Men's Gymnastics Championships, Columbus, Ohio                 |
| 2013 * World Championships, Antverpy, Belgie                           | 2011 * Visa Championships, Saint Paul, Minnesota                           |
| 2014 * Korea Cup, Inčchon, Jižní Korea                                 | 2012 * Winter Cup Challenge, Las Vegas, Nevada                             |
| 2014 * World Championships, Nan-ning, Čína                             | 2012 * NCAA Men's Gymnastics Championships, Norman, Oklahoma               |
| 2015 * Doha World Cup, Dauhá, Katar                                    | 2012 * Visa Championships, St. Louis, Missouri                             |
| 2016 * Pacific Rim Championships, Everett, Washington                  | 2012 * U.S. Olympic Trials, San José, Kalifornie                           |
| 2016 * Aquece Rio Final Gymnastics Qualifier, Rio de Janeiro, Brazílie | 2013 * Winter Cup Challenge - Las Vegas, Nevada                            |
|                                                                        | 2014 * Winter Cup Challenge, Las Vegas, Nevada                             |
|                                                                        | 2014 * P&G Championships, Pittsburgh, Pensylvánie                          |
|                                                                        | 2016 * Winter Cup Challenge, Las Vegas, Nevada                             |
|                                                                        | 2016 * P&G Championships, Hartford, Connecticut                            |
|                                                                        | 2016 * U.S. Olympic Team Trials, St. Louis, Missouri                       |